# 4143 Huziak
A 4143 Huziak (ideiglenes jelöléssel 1981 QN1) a Naprendszer kisbolygóövében található aszteroida. Laurence G. Taff fedezte fel 1981. augusztus 29-én.